# Zacaries de Jerusalem
Zacaries (llatí: Zacharias; grec antic: Ζαχαρίας, Zakharias) fou patriarca de Jerusalem.
Va escriure (614) la Epistola ad Eccles. Hierosol. de Abductione sua in Persidem, que es conserva a la Bibliotheca Patrum (vol. xii. p. 984).